# Glenea theodosia
Glenea theodosia es una especie de escarabajo del género Glenea, familia Cerambycidae. Fue descrita científicamente por Thomson en 1879.
Habita en Malasia (Borneo). Esta especie mide 11,5 mm.